# Madden NFL 97
Madden NFL 97 es un videojuego de fútbol americano lanzado en 1996. Aunque fue el quinto juego de la serie Madden NFL creado en la era de los juegos de 32 bits, fue solo el segundo en ser lanzado para las consolas de la generación actual de esa época. (el primero fue el lanzamiento de 1994 John Madden Football). Se lanzaron versiones para PlayStation de 32 bits y Sega Saturn, Super NES y Genesis de 16 bits y Game Boy de 8 bits.
Esta fue la primera edición de Madden en implementar el uso de un tope salarial al personalizar las listas de equipos. También contó con los nuevos Baltimore Ravens, la franquicia de expansión que absorbió la lista de los Cleveland Browns para la temporada 1996. El juego también agrega un equipo de agentes libres reales (a diferencia de la pizarra en blanco utilizada en Madden 96) que puede intercambiarse y agregarse a las listas de otros equipos (liderados por el mariscal de campo recientemente semirretirado Randall Cunningham), y podría ser jugado por usando un código de trampa.
Madden NFL 97 fue el juego número uno en ventas en PlayStation, incluidos todos los juegos lanzados en 1996.

## Desarrollo
Los gráficos de los jugadores se crearon utilizando modelos 3D con datos de captura de movimiento para producir sprites 2D desde múltiples ángulos.
Se volvieron a utilizar equipos clásicos, aunque la mayoría eran diferentes a los del año anterior; los años se remontan a 1952 (Detroit Lions) y hasta 1990 (Buffalo Bills). Jacksonville y Carolina, una vez más, no consiguieron equipos clásicos, pero Baltimore estaba unido a un equipo clásico de los Cleveland Browns.
El mejor equipo de la clasificación general, con una puntuación de 85, fueron los Dallas Cowboys y el peor equipo con una puntuación de 62 fueron los Baltimore Ravens. Las ofensivas mejor clasificadas fueron entre los Cowboys y los Lions con una puntuación de 92. Los St. Louis Rams tuvieron la defensiva mejor clasificada con 86. Los Miami Dolphins tuvieron los equipos especiales mejor clasificados con 93.

## Recepción
Los críticos elogiaron la versión de PlayStation como un fuerte regreso de la serie después de la cancelación de la versión de PlayStation de Madden NFL 96, citando una jugabilidad, gráficos y opciones sobresalientes. Los dos revisores deportivos de Electronic Gaming Monthly (EGM) se alegraron de que todos los equipos estén disponibles desde el principio, en lugar de tener algunos equipos desbloqueados mediante códigos ocultos como en entregas anteriores. Johnny Ballgame escribió en GamePro que "Madden PlayStation no solo es el mejor juego de fútbol del mercado actual, es el mejor juego de deportes de 32 bits, punto". Un crítico de Next Generation quedó particularmente impresionado por el control y la habilidad exigidos por el juego, aunque criticó que la IA puede ser derrotada constantemente por una jugada específica, algo que dijo que siempre había impedido que los juegos de Madden fueran tan sobresalientes en un solo jugador. en modo multijugador. EGM nombró a la versión de PlayStation finalista como Juego de deportes del año (detrás de Wave Race 64).
Al revisar la versión de Saturn, Slo Mo de GamePro elogió la jugabilidad, el libro de jugadas, las animaciones, los efectos de sonido y el "video de movimiento completo que parece real en la televisión, incluso con su granulado típico de Saturno". Paul Glancey de Sega Saturn Magazine se hizo eco de las críticas de Next Generation de que la IA siempre puede ser superada por una jugada, pero recomendó el juego sobre la base de la gran selección de equipos, la animación capturada en movimiento y la combinación de estrategia y acción.
Johnny Ballgame estaba mucho menos satisfecho con la versión de Super NES. Dijo que si bien el juego es bueno en términos absolutos, con una amplia selección de movimientos y atención al detalle en los fondos, es inferior a Madden NFL '96 debido a su débil IA incluso en el nivel de habilidad más difícil, juego más lento, incómodo. gráficos y animaciones, y un número limitado de clips de voz de Madden. Scary Larry de GamePro calificó la versión de Genesis como "un juego inmensamente divertido con gran acción y una estrategia empapada de estadísticas", llegando incluso a sugerir que hizo innecesario comprar un sistema de próxima generación para los entusiastas del fútbol. En particular, elogió el hecho de que el juego no es una simple actualización de la serie y ofrece nuevas características y gráficos más realistas.
La breve revisión de GamePro de la versión de Game Boy criticó la pelota y los jugadores demasiado pequeños, la desaceleración prominente y la falta de licencias aparte del propio Madden, pero elogió las jugadas y la estrategia realistas.